# 2035
Évszázadok: 20. század – 21. század – 22. század
Évtizedek: 1980-as évek – 1990-es évek – 2000-es évek – 2010-es évek – 2020-as évek – 2030-as évek – 2040-es évek – 2050-es évek – 2060-as évek – 2070-es évek – 2080-as évek
Évek: 2030 – 2031 – 2032 – 2033 –  2034 – 2035 – 2036 – 2037 – 2038 – 2039 – 2040

## Várható események

### Határozatlan dátumú események
- A 2002 AY1 földközeli objektum még inkább megközelíti a Föld pályáját.
- Az Európai Unióban előre láthatólag ekkortól nem lehet majd újonnan üzembe helyezni belsőégésű motoros járműveket.

## Elképzelt események
- A Castlevania: Aria of Sorrow videójáték ebben az évben, egy napfogyatkozás ideje alatt játszódik.
- Az Én, a robot című 2004-es film 2035-ben játszódik
- A 12 majom c. filmben ekkor van jelen.